# Jesper Klevenås
Jesper Klevenås, född 15 augusti 1972 i Alingsås, är en svensk regissör, fotograf, filmproducent och manusförfattare.
Klevenås utbildade sig vid Film- och videolinjen på Kulturama samt vid Göteborgs Universitet. Som regissör har han gjort fyra kortfilmer, samt långfilmen Shop. Han debuterade med 2001 års Anja med Tuva Novotny i huvudrollen. För filmen mottog Klevenås Stockholms filmfestivals pris "1 km film". Debuten följdes av Satungen (2003), Människorna (2007), Ett tyst barn (2010) och Shop (2020).
Klevenås har också varit verksam som fotograf och debuterade i Roy Anderssons Sånger från andra våningen. För sin medverkan där till delades Klevenås en Guldbagge. Han har även varit fotograf i kortfilmen Tvillingen (2011).

## Filmografi

### Regissör
- 2001 – Anja
- 2003 – Satungen
- 2007 – Människorna
- 2010 – Ett tyst barn

2020 - Shop

### Manus
2001 Anja2003 – Satungen
- 2007 – Människorna
- 2010 – Ett tyst barn

2020 - Shop

### Fotograf
- 2000 – Sånger från andra våningen
- 2011 – Tvillingen

### Producent
- 2001 – Anja
- 2007 – Människorna
- 2008 – Tröst
- 2010 – Ett tyst barn

## Priser och utmärkelser
- 2001 - Stockholms filmfestival (priset "1 km film" för Anja)
- 2001 - Guldbagge (för "bästa foto" i Sånger från andra våningen)
- 2003 - Montecatini International Film Festival (för Satungen)

### Fotnoter
1. 1 2 3  ”Jesper Klevenås”. Svensk Filmdatabas. http://sfi.se/sv/svensk-filmdatabas/Item/?type=PERSON&itemid=281936&iv=OVERVIEW. Läst 23 augusti 2012.
2. ↑  Klevenås, Jesper (26 november 2021). ”Shop”. https://www.imdb.com/title/tt8790670/?ref_=fn_al_tt_2. Läst 1 februari 2022.